# Сандакан
Санда́кан (малай. Sandakan) — місто в східній частині Малайзії, в штаті Сабах на північному сході острова Калімантан, на узбережжі моря Сулу. Є центром однойменної області.
Населення — за оціночними даними на 2010 рік — становить 501 195 осіб, площа — 2266 км. Великий морський порт, промисловий і інфраструктурний центр.
В 1883–1947 роках був адміністративним центром місцевого колоніального володіння Великої Британії — Британського Північного Борнео (включав всю територію Сабага).
У період Другої світової війни був важливим центром японської окупаційної адміністрації, піддався сильним руйнуванням в ході бойових дій.

## Історія

### Доколоніальний період

Прапор султанату Сулу, до складу якого Сандакан входив в 1650-ті-1880-ті роки

У Середньовіччя на території нинішнього міста знаходилися села різних місцевих племінних утворень, якіперіодично визнавали суверенітет тих чи інших держав Малайського архіпелагу.
На початку XV століття на нього поширилася влада султанату Бруней, який, в свою чергу, в 1658 році поступився ним султанату Сулу.
В 1865 році воно, разом з територією всього нинішнього Сабагу була передана в оренду американському консульському агенту в Брунеї Клоду лі Мозесу (англ. Claude Lee Moses), який продав незабаром права користування «Американській торговій компанії» з центром в Лондоні, яка, в свою чергу, перепродала їх австро-угорському консулу барону  Густаву фон Овербеку (нім. Gustavos von Overbeck), який активно займався комерційною діяльністю в регіоні. Слід мати на увазі, що подібна багатоступінчаста передача прав власності або оренди, ще більш ускладнювалася відсутністю достовірних правових документів, що підтверджують домовленості між султанами Сулу і Брунею, привела в подальшому до багаторічного територіального спору між незалежними Малайзією і Філіппінами за Сабаг.
Поява назви Сандакан, мовою Сулук означає «закладений, орендований», пов'язане зі створенням на нинішній території міста — на невеликому острові Тімбанг (малай. Pulau Timbang) в Сандаканській бухті — першого європейського поселення: в 1872 році британський інженер Вільям Кларк Коуї (англ. William Clarke Cowie) заснував тут невеликий торговий пункт, отримавши відповідний дозвіл від султана Сулу як винагороду за контрабандні поставки зброї. При цьому збережені права Г. фон Овербека на Сабаг зумовили активний приплив на нове місце великої кількості австрійських і німецьких колоністів, в результаті чого створене поселення отримало другу назву — Кампунг Герман (малай. Kampung German, буквально — «Німецьке селище»), що було у перші роки більш відоме. У січні 1878 року Г. фон Овербек, сплативши, разом з компаньйонами, султану Сува 5000 американських доларів, отримав від нього титул «Верховного зберігача і раджі Сандакану».

### Колоніальний період

#### 1879—1942 роки

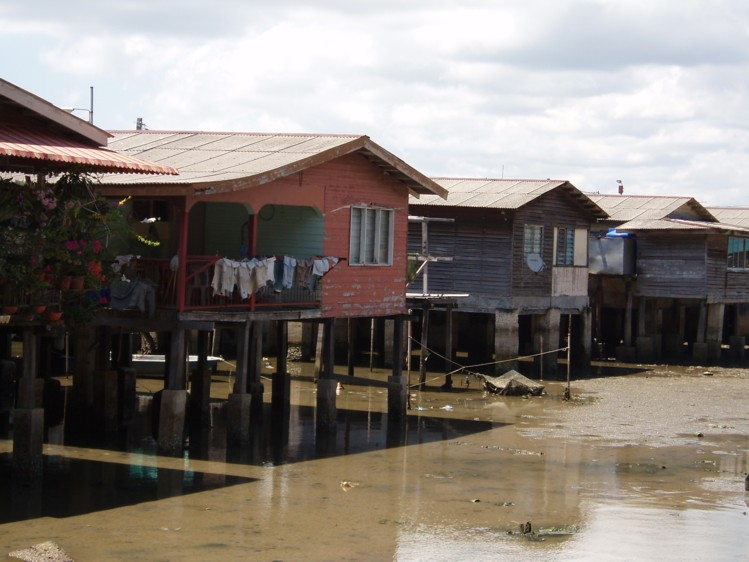
Пальові будинку в прибережному районі Булі Сім-Сім — місце заснування Сандакану

15 червня 1879 року — незабаром після перекуповування права на економічну експлуатацію Сабага у Г. фон Овербека його британськими компаньйонами і створення ними «Уповноваженою компанії Британського Північного Борнео» (УКБСБ), що отримала королівський патент на управління цією територією — Сандакан практично повністю згорів. 21 червня призначений КБСБ територіальний керуючий — резидент — Вільям Праєр (англ. William B. Pryer) ухвалив рішення про недоцільність відтворення поселення на острові і розпорядився перенести його на східний берег бухти, на територію малайського села Булі Сім-Сім (малай. Buli Sim Sim). Оновлений населений пункт отримав офіційну назву Елопура (буквально «Пригоже місто» від малай. elok — «пригожий, красивий» і санскр. pura — «місто»), яке, проте не прижилося і було витіснено з ужитку назвою колишнього поселення — Сандакан. Таким чином, офіційною датою заснування Сандакану на його нинішньому місці вважається 21 червня 1879 року.

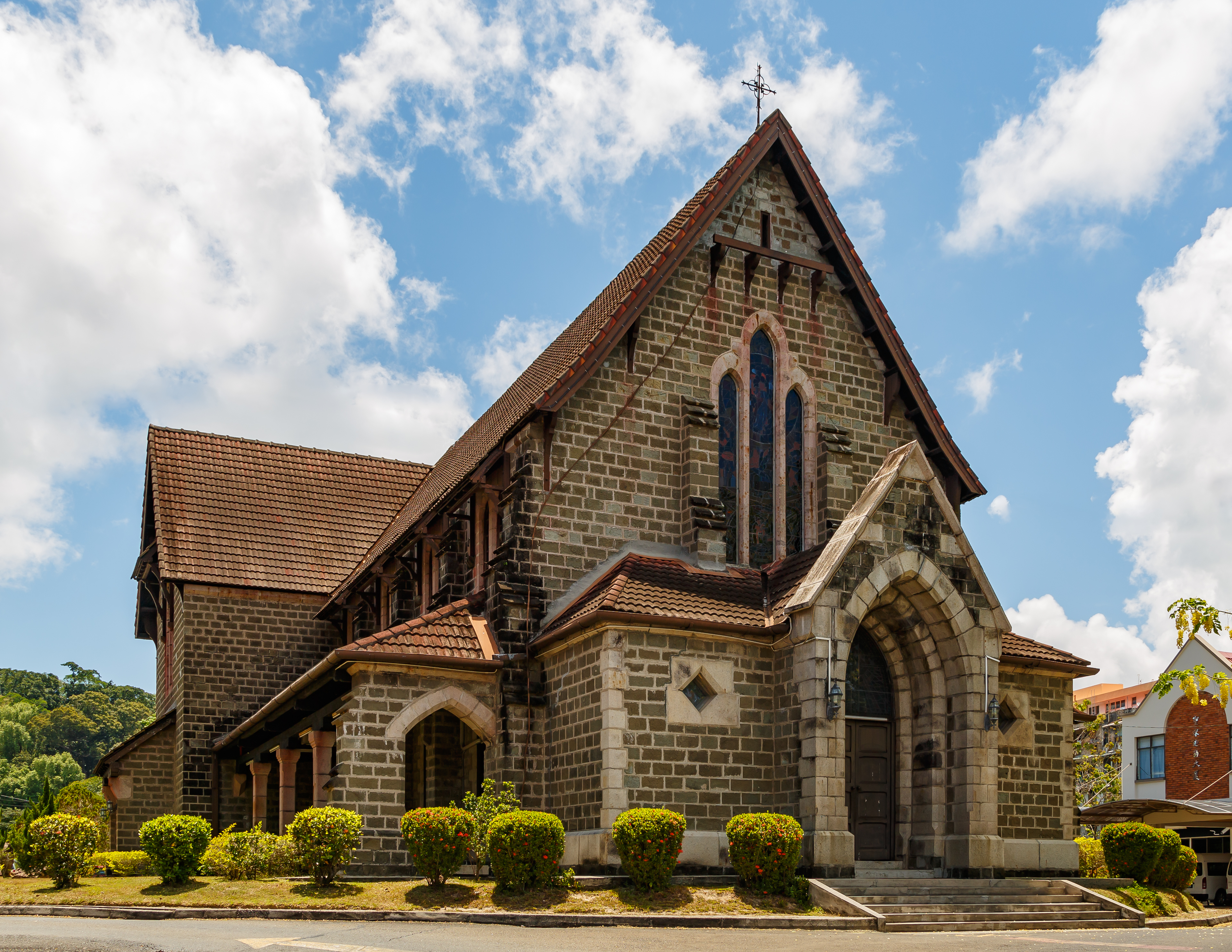
Сандаканська церква Святого Михайла і всіх ангелів 1893 року

У 1883 році в Сандакан був перенесений адміністративний центр володінь УКБСБ, який спочатку розташовувався в селищі Кудат, що спричинило істотне збільшення населеного пункту. За даними перепису, проведеного в 1884 році, в ньому проживало 3771 осіб, більшість з яких складали представники народності сулу і китайці.
В 1888 році, після надання Північному Борнео статусу протекторату Великої Британії, Сандакан зберіг статус його адміністративного центру.
Вигідне географічне положення пункту — на виході з глибоководної морської гавані, в безпосередній близькості до ділянок джунглів, багатих цінною тропічною деревиною — забезпечило його прискорений економічний і соціальний розвиток. В 1880-ті — 1890-ті роки були побудовані численні адміністративні будівлі, житлові квартали європейського типу, школи, великі релігійні споруди різних конфесій (збереглися до теперішнього часу китайський храм Сум Сінг Кун 1886 року і церква Святого Михайла і всіх ангелів 1893 року є головними визначними пам'ятками міста).
Швидкими темпами розвивалася портова інфраструктура, орієнтована в першу чергу на вивезення тропічної деревини. До 1930-х років з Сандакану на зовнішні ринки (переважно, до Великої Британії, Китаю і Австралії) поставлялося близько 180 тис. м³ деревини на рік — таким чином, місто зайняло одне з перших місць в світі за цим показником. Великі масштаби і висока прибутковість цього бізнесу забезпечили подальше розширення міста і його успішний благоустрій.

#### Період японської окупації

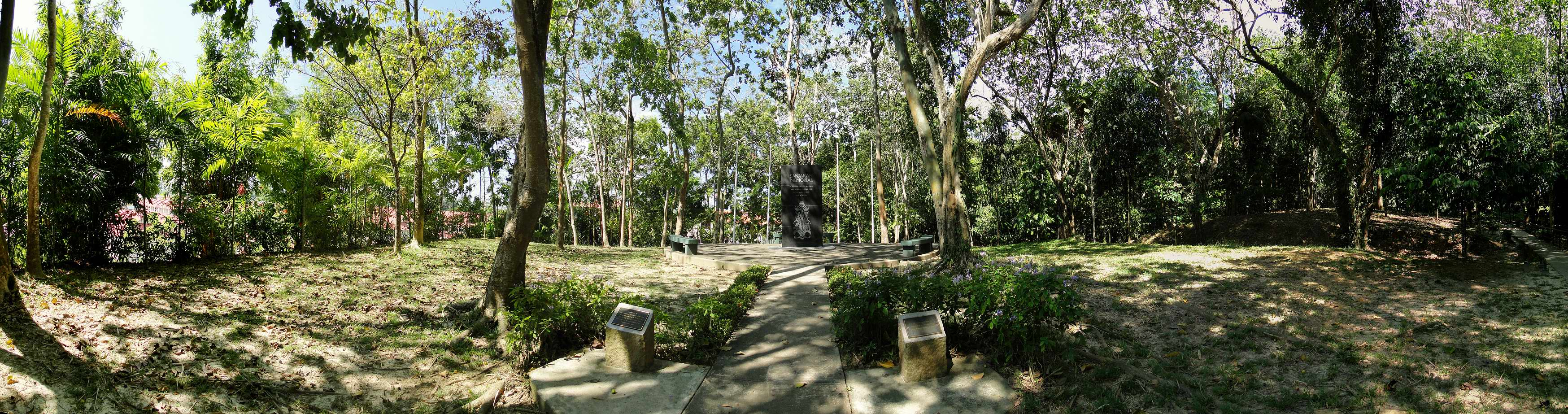
Сандаканський меморіальний парк, розбитий в пам'ять загиблих у Другій світовій війні

У період Другої світової війни Сандакан, як і вся територія Британського Північного Борнео, був зайнятий збройними силами Японії: окупація почалася 19 січня 1942 року, коли нечисленні сили союзників здали місто противнику.
Місто стало центром японської окупаційної адміністрації Північного Борнео — при цьому йому було офіційно повернуто назву Елопура, служило важливим опорним пунктом місцевого угрупування японських військ. У місті та його околицях містилися тисячі військовополонених союзників (в основному австралійців) і підневільних індонезійців, що експлуатувалися на будівництві залізниць та іншої тилової інфраструктури.

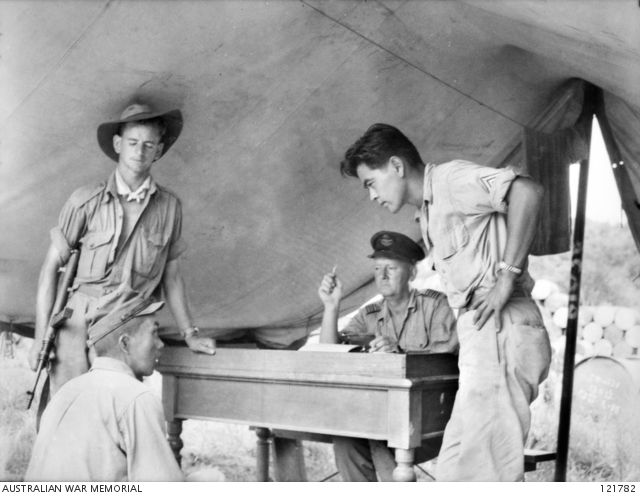
Штаб австралійських військ в звільненому Сандакані. Допит японського військовополоненого. Фото жовтня 1945 року

Після початку контрнаступу союзників на Сандакан, що супроводжувався масованими бомбардуваннями й артобстрілами міста, наприкінці 1944 року японське командування організувало перекидання близько двох тисяч австралійських полонених у внутрішні райони Сабагу пішими маршами, що тривали до березня 1945 року. В ході цього перекидання, що отримало в подальшому популярність як «Сандаканські марші смерті», а також незабаром після прибуття до нового місця дислокації в містечку Ранау практично всі австралійці загинули від голоду і поневірянь або були вбиті конвоїрами (відомо лише про шістьох виживших). Сандаканські марші смерті вважаються найбільшим військовим злочином, вчиненим у відношенні громадян Австралії.
Японські війська залишалися в Сандакані деякий час після капітуляції Японії і завершення Другої світової війни і були роззброєні силами 9-ї австралійської дивізії лише 19 жовтня 1945 року. До цього моменту місто було практично повністю зруйноване.

#### 1945—1963 роки
Руйнування, нанесені Сандакану в ході війни, були настільки важкими, що британці, відновивши контроль над містом, визнали неможливою його подальше використання як адміністративного центру Сабагу, який отримав в 1946 році статус коронної колонії: ці функції були передані місту Джеселтон, згодом перейменованого в Кота-Кінабалу. В 1940-ві — 1950-ті роки місто було відновлено і знову набуло важливого економічного і портового значення.

#### В складі Малайзії
Після створення у вересні 1963 році незалежної Федерації Малайзії місто Сандакан було затверджене у статусі столиці однойменного округу в складі штату Сабаг. В період незалежності країни воно залишається другим за значенням містом Сабагу: в економічному, соціальному і культурному плані.

## Фізико-географічна характеристика

### Географічне положення, рельєф
Географічні координати Сандакану — 05°50′00″ пн. ш. 118°07′00″ сх. д. / 5.83333° пн. ш. 118.11667° сх. д...
Місто знаходиться на північно-східному узбережжі Сабагу, що виходить на Море Сулу. Розташоване на лівому березі горловини однойменної затоки, яка глибоко вдається в сушу, невелика частина — на островах затоки. Займає площу 2266 км² (разом з акваторією міського порту).
Територія міста в прибережній смузі рівнинна, в іншій частині є численні пагорби і невеликі височини — до 230 метрів над рівнем моря. Берегова лінія в межах міста сильно порізана, є безліч дрібних заток і бухт. По місту протікає кілька невеликих річок, що впадають в Сандаканську затоку.

### Клімат
Місто знаходиться у зоні, котра характеризується вологим тропічним кліматом. Найтепліший місяць — квітень із середньою температурою 28.3 °C (83 °F). Найхолодніший місяць — січень, із середньою температурою 26.7 °С (80 °F).
| Клімат Сандакана        | Клімат Сандакана | Клімат Сандакана | Клімат Сандакана | Клімат Сандакана | Клімат Сандакана | Клімат Сандакана | Клімат Сандакана | Клімат Сандакана | Клімат Сандакана | Клімат Сандакана | Клімат Сандакана | Клімат Сандакана | Клімат Сандакана |
| Показник                | Січ.             | Лют.             | Бер.             | Квіт.            | Трав.            | Черв.            | Лип.             | Серп.            | Вер.             | Жовт.            | Лист.            | Груд.            | Рік              |
| Абсолютний максимум, °C | 38               | 37               | 42               | 37               | 39               | 41               | 40               | 36               | 38               | 38               | 38               | 32               | 42               |
| Середній максимум, °C   | 28               | 28               | 30               | 31               | 31               | 31               | 31               | 31               | 31               | 31               | 30               | 29               | 30               |
| Середня температура, °C | 26               | 26               | 27               | 28               | 28               | 28               | 27               | 27               | 27               | 27               | 27               | 26               | 27               |
| Середній мінімум, °C    | 24               | 24               | 24               | 24               | 24               | 24               | 23               | 23               | 23               | 23               | 24               | 24               | 24               |
| Абсолютний мінімум, °C  | 16               | 21               | 21               | 21               | 22               | 21               | 21               | 21               | 18               | 21               | 21               | 16               | 16               |
| Норма опадів, мм        | 410              | 250              | 200              | 110              | 150              | 190              | 180              | 200              | 240              | 260              | 350              | 450              | 3060             |
| ----------------------- | ---------------- | ---------------- | ---------------- | ---------------- | ---------------- | ---------------- | ---------------- | ---------------- | ---------------- | ---------------- | ---------------- | ---------------- | ---------------- |
| Джерело: Weatherbase    |                  |                  |                  |                  |                  |                  |                  |                  |                  |                  |                  |                  |                  |

## Населення

### Чисельність, динаміка
Чисельність населення Сандакану, за попередньою оцінкою на 2010 рік, становить 501 195 осіб, щільність населення — 221,18 осіб на км².
Темпи зростання міського населення досить високі: так, з 2000 по 2010 рік його чисельність збільшилася майже вдвічі (у 2000 році — 275 375 осіб).

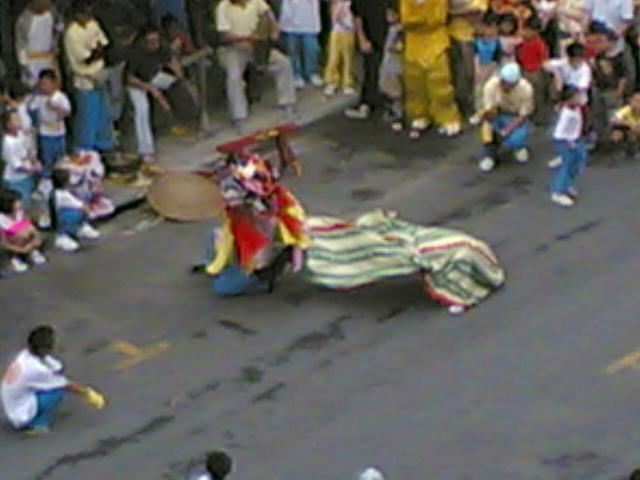
Китайський ритуальний танок єдинорога під час святкування буддистського нового року на одній з вулиць Сандакану

### Етнічний та релігійний склад, мови
Етнічний склад міського населення дуже різноманітний: представники титульної нації країни — малайці — складають не більше 10 %. Відносна більшість городян — близько 30 % — належить до різних корінних народностей Сабагу (найбільш чисельні баджо, значна кількість кадазани-дусуни і мурути). Традиційно велика частка китайців — понад 20 %, а також вихідців з Індонезії — не менше 10 %.
Також неоднорідний і конфесійний склад. Практично всі малайці, вихідці з Індонезії і більшість представників корінних Сабагських народностей — мусульмани-суніти. Серед китайців є як прихильники буддизму і даосизму, так і християни — і протестанти, і католики. Християни є також серед корінних Сабагців.
Практично всі городяни вільно володіють державною мовою країни — малайською, більшість — англійською. При цьому багато хто з них в побуті активно користується рідною мовою.

## Економіка
Сандакан є другим після Кота-Кіабалу промисловим і комерційним центром Сабагу. Головною галуззю міської економіки є виробництво пальмової олії: продукція місцевих підприємств реалізується як на малайзійському, так і на міжнародних ринках. Велика частина виробничих потужностей знаходиться на території спеціально обладнаного промислового парку (англ. Palm Oil Industrial Cluster), що займає блощадь понад 11 км.
Є також підприємства інших секторів харчової промисловості — зокрема, перерока виловленої в прибережній акваторії риби і морепродуктів, текстильна і хімічна промисловості. Деревообробка, що була у минулому найважливішою галуззю міської економіки, в даний час має відносно невелике значення.
У місті діють відділення практично всіх малайзійських і багатьох міжнародних банків.

## Транспорт та інфраструктура

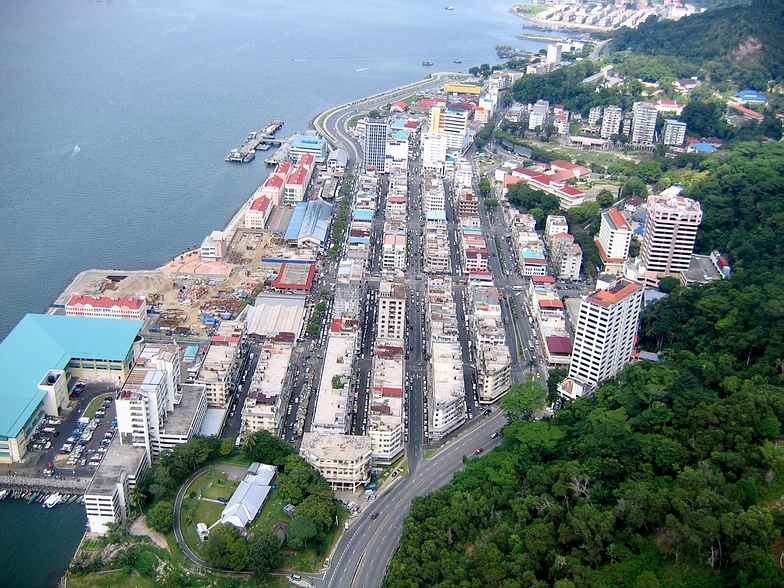
Панорама сандаканського вантажного порту

Сандакан є найбільшим малайзійським портом на морі Сулу, важливим регіональним пунктом вантажних морських перевезень. Територія міського порту займає 257 км².
Серед вантажів, що вивозяться з порту, переважає сільськогосподарська продукція: пальмова олія, какао-боби, тютюн, абака, саго.
Мережа автомобільних доріг і залізниць пов'язує місто з усіма великими населеними пунктами Східної Малайзії і Брунеєм.
За 13 км від Сандакан знаходиться міський аеропорт, який обслуговує рейси малайзійських компаній. У 2008 році пасажиропотік склав 618 927 осіб (при розрахунковій здатності 1,5 млн осіб на рік), вантажопотік — 3055 тонн, кількість обслужених рейсів — 9622. Площа аеропорту — 8645 м². Міжнародного статусу не має.

## Культура, освіта, спорт
У місті є кілька музеїв, громадських бібліотек, театр, велика кількість кінотеатрів. Найбільшими міськими вузами є місцеві відділення національних університетів — Малайзійського Сабагського університету (малай. Universiti Malaysia Sabah), Університету «Путра Малайсія» (малай. Universiti Putra Malaysia) і Малайзійського відкритого університету (малай. Universiti Terbuka Malaysia).

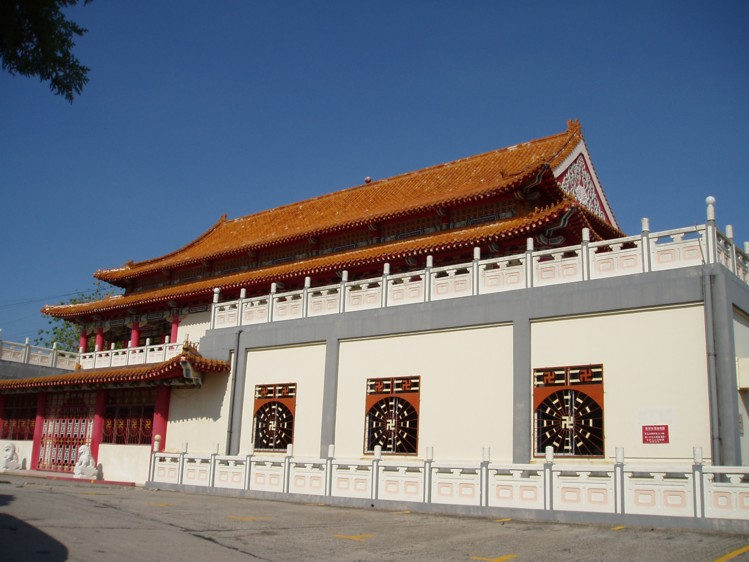
Пу Джі Ші — один із сучасних буддистських храмів Сандакану

Місто володіє розвиненою спортивною інфраструктурою. Особливою популярністю серед городян користуються регбі і гольф: місцеві команди регулярно домагаються успіхів на національних чемпіонатах, користуються досить високою міжнародною репутацією.

## Туризм і пам'ятки
Сандакан є найважливішим туристичним центром Сабагу — не стільки за рахунок власне міських визначних пам'яток, скільки завдяки численним природним пам'яткам, що знаходяться в безпосередній близькості від нього. Головними об'єктами екотуризму є національний парк «Черепахові острови», мальовничі береги річки Кінабатанган, печери Гомантонг.
Основні визначні пам'ятки міста — меморіал жертв Другої світової війни, центр з реабілітації орангутангів, старий міський ринок, історичні церкви, мечеті та храми буддистів.